# (10108) Tomlinson
(10108) Tomlinson es un asteroide que forma parte del cinturón de asteroides y fue descubierto el 26 de abril de 1992 por Eugene Merle Shoemaker y Carolyn Jean S. Shoemaker desde el observatorio del Monte Palomar, Estados Unidos.

## Designación y nombre
Tomlinson fue designado inicialmente como 1992 HM.
Posteriormente, en 2002, se nombró en honor del programador estadounidense Ray Tomlinson.

## Características orbitales
Tomlinson está situado a una distancia media del Sol de 2,402 ua, pudiendo acercarse hasta 2,037 ua y alejarse hasta 2,766 ua. Su inclinación orbital es 25,99 grados y la excentricidad 0,1518. Emplea en completar una órbita alrededor del Sol 1359 días. El movimiento de Tomlinson sobre el fondo estelar es de 0,2648 grados por día.

## Características físicas
La magnitud absoluta de Tomlinson es 13,3.